# 利馬 (姓氏)
利馬 或者 利马（葡萄牙語：Lima）可以指：
- 利馬 (法官)（Viriato Manuel Pinheiro de Lima，1954－），曾任澳門特別行政區終審法院法官
- 薩米亞·利馬（葡萄牙語：Sâmia Lima，2000年6月8日－），巴西女子羽毛球運動員
- 阿德瑞娜·利瑪 （葡萄牙語：Adriana Francesca Lima，1981年6月12日－），巴西超模
- 杰奎琳·利马（葡萄牙語：Jaqueline Lima，2001年4月23日－），巴西女子羽毛球運動員

|  | 本页或本分段罗列了姓氏为「利馬 (姓氏)」的人物。 如果是一个指代特定个人的内链将您引导到本页，請考慮修正該人物的名字以將链接指向正確的條目。 |